# 25th Anniversary Box
25th Anniversary Box – zestaw, będący kompilacją niemieckiej piosenkarki C.C. Catch, wydany w Polsce na przełomie października i listopada 2011 roku. Składanka składa się z pięciu płyt CD: 
- CD1 – zremasterowane nagrania z płyty Catch the Catch i ich inne wersje dostępne na singlach wydanych w trakcie jej produkcji i promocji.
- CD2 – zremasterowane nagrania z płyty Welcome to the Heartbreak Hotel i ich inne wersje dostępne na singlach wydanych w trakcie jej promocji.
- CD3 – zremasterowane nagrania z płyty Like a Hurricane i ich inne wersje dostępne na singlach wydanych w trakcie jej promocji.
- CD4 – zremasterowane nagrania z płyty Big Fun i ich inne wersje dostępne na singlach wydanych w trakcie jej promocji.
- CD5 – zremasterowane nagrania z płyty The Decade Remixes w zawartych na niej remiksach, zremasterowane 3 premierowe nagrania z płyty Diamonds – Her Greatest Hits i inne wersje utworu „House of Mystic Lights” dostępne na singlu wydanym w trakcie jej promocji.

## Lista utworów[3]
| CD1 – Catch The Catch | CD1 – Catch The Catch                                      | CD1 – Catch The Catch |
| Nr                    | Tytuł utworu                                               | Długość               |
| --------------------- | ---------------------------------------------------------- | --------------------- |
| 1.                    | „'Cause You Are Young (Maxi-Version)”                      | 4:51                  |
| 2.                    | „I Can Lose My Heart Tonight (Maxi-Version)”               | 5:50                  |
| 3.                    | „You Shot A Hole In My Soul (Maxi-Version)”                | 5:15                  |
| 4.                    | „One Night’s Not Enough”                                   | 3:20                  |
| 5.                    | „Strangers By Night (Maxi-Version)”                        | 5:41                  |
| 6.                    | „Stay (Maxi-Version)”                                      | 5:46                  |
| 7.                    | „Jump In My Car (Maxi-Version)”                            | 4:32                  |
| 8.                    | „You Can Be My Lucky Star Tonight (Maxi-Version)”          | 5:15                  |
| 9.                    | „'Cause You Are Young (Instrumental) (Bonus Track)”        | 3:28                  |
| 10.                   | „I Can Lose My Heart Tonight (Instrumental) (Bonus Track)” | 3:48                  |
| 11.                   | „Strangers By Night (Instrumental) (Bonus Track)”          | 3:38                  |
| 12.                   | „Jump In My Car (Instrumental) (Bonus Track)”              | 4:05                  |
| 13.                   | „'Cause You Are Young (7" Version) (Bonus Track)”          | 3:28                  |
| 14.                   | „I Can Lose My Heart Tonight (7" Version) (Bonus Track)”   | 3:49                  |
| 15.                   | „You Shot A Hole In My Soul (7" Version) (Bonus Track)”    | 3:26                  |
| 16.                   | „Strangers By Night (7" Version) (Bonus Track)”            | 3:47                  |
| 17.                   | „Jump In My Car (7" Version) (Bonus Track)”                | 3:48                  |
|                       |                                                            | 1:13:47               |

| CD2 – Welcome To The Heartbreak Hotel | CD2 – Welcome To The Heartbreak Hotel           | CD2 – Welcome To The Heartbreak Hotel |
| Nr                                    | Tytuł utworu                                    | Długość                               |
| ------------------------------------- | ----------------------------------------------- | ------------------------------------- |
| 1.                                    | „Heartbreak Hotel”                              | 3:33                                  |
| 2.                                    | „Picture Blue Eyes”                             | 3:30                                  |
| 3.                                    | „Tears Won’t Wash Away My Heartache”            | 4:18                                  |
| 4.                                    | „V.I.P. (They’re Callin’ Me Tonight)”           | 3:27                                  |
| 5.                                    | „You Can’t Run Away From It”                    | 3:12                                  |
| 6.                                    | „Heaven And Hell”                               | 3:41                                  |
| 7.                                    | „Hollywood Nights”                              | 3:10                                  |
| 8.                                    | „Born On The Wind”                              | 3:49                                  |
| 9.                                    | „Wild Fire”                                     | 3:36                                  |
| 10.                                   | „Stop – Draggin’ My Heart Around”               | 3:07                                  |
| 11.                                   | „Heartbreak Hotel (Instrumental) (Bonus Track)” | 3:34                                  |
| 12.                                   | „Heaven And Hell (Instrumental) (Bonus Track)”  | 3:37                                  |
| 13.                                   | „Heartbreak Hotel (Room 69-Mix) (Bonus Track)”  | 4:54                                  |
| 14.                                   | „Heaven And Hell (12" Version) (Bonus Track)”   | 5:13                                  |
|                                       |                                                 | 52:41                                 |

| CD3 – Like A Hurricane | CD3 – Like A Hurricane                                         | CD3 – Like A Hurricane |
| Nr                     | Tytuł utworu                                                   | Długość                |
| ---------------------- | -------------------------------------------------------------- | ---------------------- |
| 1.                     | „Good Guys Only Win In Movies (Long Version)”                  | 5:43                   |
| 2.                     | „Like A Hurricane”                                             | 3:14                   |
| 3.                     | „Smoky Joe’s Café”                                             | 3:43                   |
| 4.                     | „Are You Man Enough”                                           | 3:36                   |
| 5.                     | „Don’t Be A Hero”                                              | 3:33                   |
| 6.                     | „Soul Survivor (Long Version)”                                 | 5:11                   |
| 7.                     | „Midnight Gambler (Long Version)”                              | 5:15                   |
| 8.                     | „Don’t Wait Too Long”                                          | 3:24                   |
| 9.                     | „Dancing In Shadows”                                           | 3:34                   |
| 10.                    | „Are You Man Enough (Instrumental) (Bonus Track)”              | 3:36                   |
| 11.                    | „Soul Survivor (Instrumental) (Bonus Track)”                   | 3:46                   |
| 12.                    | „Good Guys Only Win In Movies (7" Version) (Bonus Track)”      | 3:49                   |
| 13.                    | „Soul Survivor (7" Version) (Bonus Track)”                     | 3:13                   |
| 14.                    | „Midnight Gambler (7" Version) (Bonus Track)”                  | 3:31                   |
| 15.                    | „Are You Man Enough (Long Version – Muscle Mix) (Bonus Track)” | 6:04                   |
|                        |                                                                | 1:01:12                |

| CD4 – Big Fun | CD4 – Big Fun                                                | CD4 – Big Fun |
| Nr            | Tytuł utworu                                                 | Długość       |
| ------------- | ------------------------------------------------------------ | ------------- |
| 1.            | „Backseat Of Your Cadillac”                                  | 3:21          |
| 2.            | „Summer Kisses”                                              | 3:49          |
| 3.            | „Are You Serious”                                            | 3:05          |
| 4.            | „Night In Africa”                                            | 4:01          |
| 5.            | „Heartbeat City”                                             | 3:36          |
| 6.            | „Baby I Need Your Love”                                      | 3:01          |
| 7.            | „Little By Little”                                           | 3:06          |
| 8.            | „Nothing But A Heartache”                                    | 3:01          |
| 9.            | „If I Feel Love”                                             | 3:40          |
| 10.           | „Fire Of Love”                                               | 2:58          |
| 11.           | „Backseat Of Your Cadillac (Instrumental) (Bonus Track)”     | 3:14          |
| 12.           | „Summer Kisses (Extended Version) (Bonus Track)”             | 6:06          |
| 13.           | „Heartbeat City (Maxi Mix) (Bonus Track)”                    | 4:54          |
| 14.           | „Baby I Need Your Love (Long Version) (Bonus Track)”         | 4:44          |
| 15.           | „Nothing But A Heartache (Extended Version) (Bonus Track)”   | 5:05          |
| 16.           | „Backseat Of Your Cadillac (Extended Version) (Bonus Track)” | 5:19          |
|               |                                                              | 1:03:00       |

| CD5 – The Decade Remixes, Diamonds – Her Greatest Hits | CD5 – The Decade Remixes, Diamonds – Her Greatest Hits    | CD5 – The Decade Remixes, Diamonds – Her Greatest Hits |
| Nr                                                     | Tytuł utworu                                              | Długość                                                |
| ------------------------------------------------------ | --------------------------------------------------------- | ------------------------------------------------------ |
| 1.                                                     | „House Of Mystic Lights (Decade Remix)”                   | 4:09                                                   |
| 2.                                                     | „Strangers By Night (Decade Remix)”                       | 4:53                                                   |
| 3.                                                     | „Heartbreak Hotel (Decade Remix)”                         | 2:48                                                   |
| 4.                                                     | „Heaven And Hell (Decade Remix)”                          | 2:48                                                   |
| 5.                                                     | „Soul Survivor (Decade Remix)”                            | 2:33                                                   |
| 6.                                                     | „Good Guys Only Win In Movies (Decade Remix)”             | 3:06                                                   |
| 7.                                                     | „Back Seat Of Your Cadillac (Decade Remix)”               | 2:07                                                   |
| 8.                                                     | „I Can Lose My Heart Tonight (Decade Remix)”              | 3:59                                                   |
| 9.                                                     | „Summer Kisses (Decade Remix)”                            | 1:25                                                   |
| 10.                                                    | „The Decade 7" Remix”                                     | 5:24                                                   |
| 11.                                                    | „House Of Mystic Lights (Long Version – Dance Mix)”       | 4:09                                                   |
| 12.                                                    | „Don’t Shoot My Sheriff Tonight”                          | 3:08                                                   |
| 13.                                                    | „Do You Love As You Look”                                 | 3:33                                                   |
| 14.                                                    | „House Of Mystic Lights (Club Mix) (Bonus Track)”         | 3:00                                                   |
| 15.                                                    | „House Of Mystic Lights (Instrumental Mix) (Bonus Track)” | 2:58                                                   |
| 16.                                                    | „House Of Mystic Lights (Radio Swing Mix) (Bonus Track)”  | 3:02                                                   |
|                                                        |                                                           | 53:02                                                  |

## Autorzy[4]
- Muzyka: Dieter Bohlen
- Autor tekstów: Dieter Bohlen
- Śpiew: C.C. Catch
- Producent: Dieter Bohlen
- Aranżacja: Dieter Bohlen
- Współproducent: Luis Rodríguez
- Remiks: D.R. Garrido & Rafa Legisima (5.1. – 5.10.)